# Snihuriwka
Snihuriwka (ukrainisch Снігурівка; russisch Снигирёвка Snigirjowka) ist eine Stadt im Osten der Oblast Mykolajiw in der Ukraine. Sie liegt etwa 62 Kilometer östlich der Oblasthauptstadt Mykolajiw am rechten Ufer des Inhulez und hat 3.800 Einwohner.

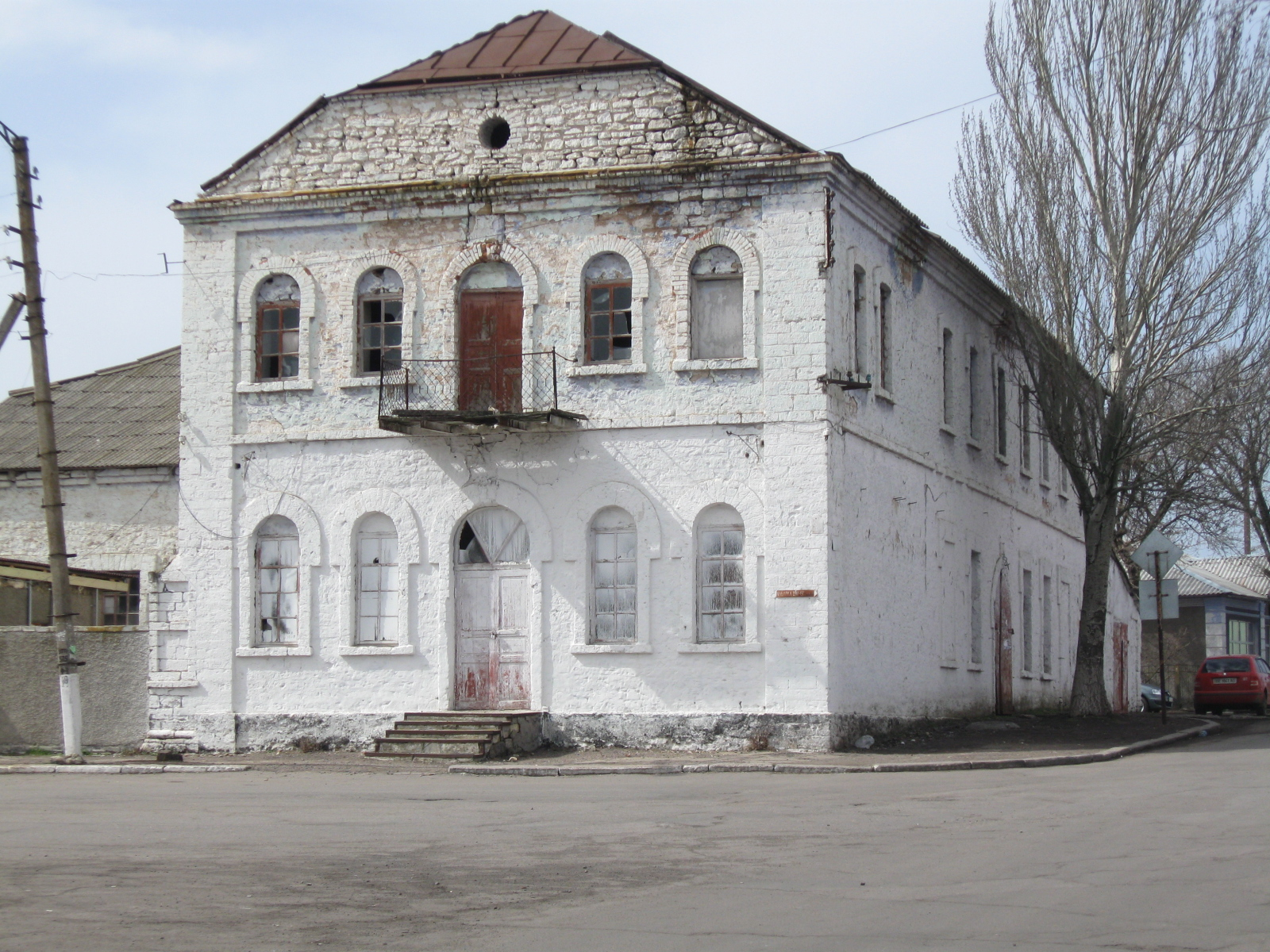
Historisches Gebäude im Ort

Die Ortschaft wurde 1812 von Siedlern aus dem Gouvernement Mogiljow gegründet, der Name wurde nach einem der Herkunftsorte der Siedler gewählt. 1911 wurde in Snihuriwka ein Bahnhof für die Odeska Salisnyzja gebaut.
Während des Zweiten Weltkrieges kam es im März 1944 in der Gegend des Ortes im Zuge der Beresnegowatoje-Snigirjower Operation zu einer schweren Kesselschlacht. Das Reichskommissariat Ukraine betrieb in Snihuriwka außerdem ein Polizeihaftlager bzw. Polizeigefängnis für Zwangsarbeiter.

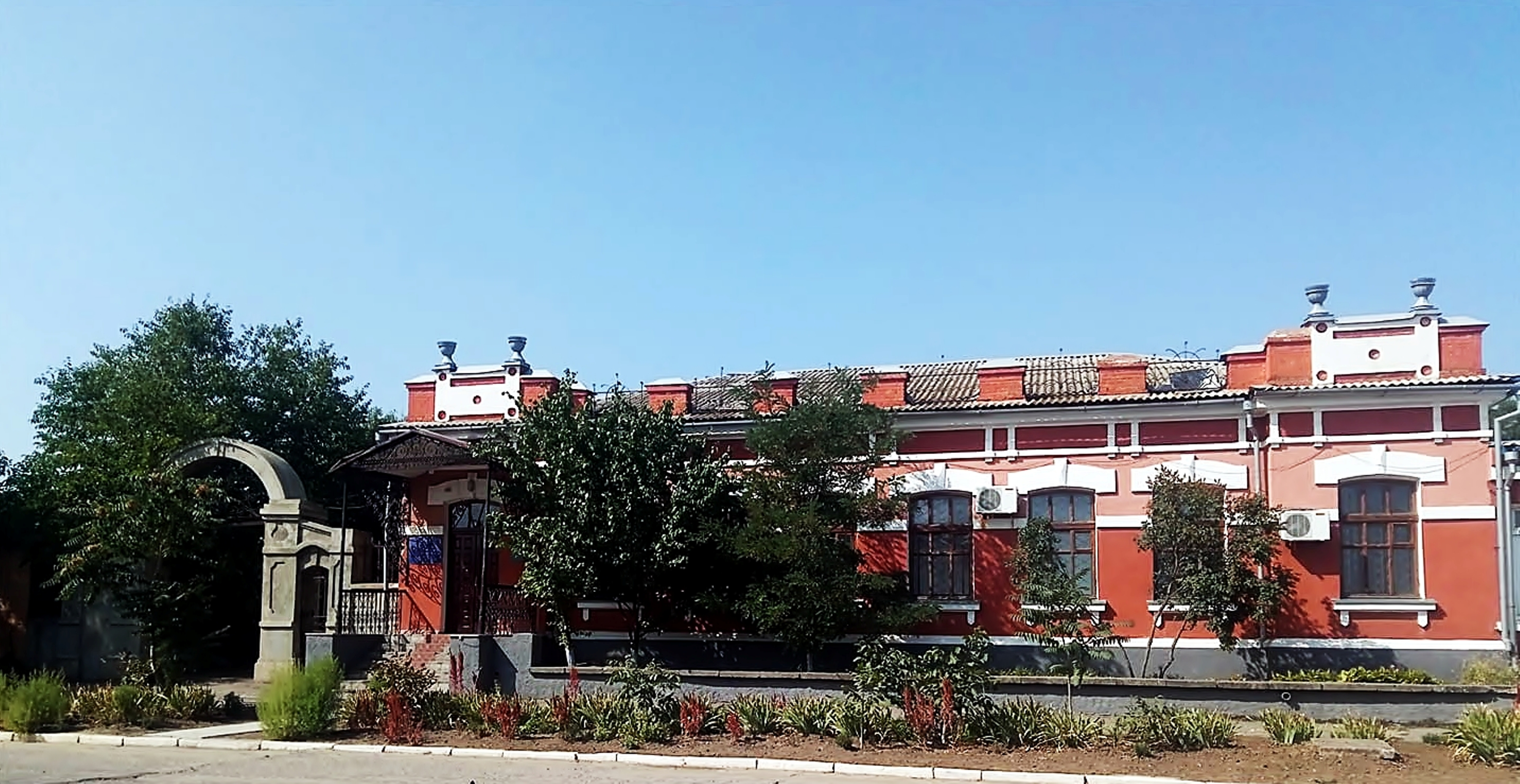
Gebäude im Ort

Vom 19. März 2022  bis zum 10. November 2022 befand sich die Stadt in Folge des russischen Überfalls auf die Ukraine unter russischer Besatzung.

## Verwaltungsgliederung
Am 18. April 2018 wurde die Stadt zum Zentrum der neugegründeten Stadtgemeinde Snihuriwka (ukrainisch Снігурівська міська громада/Snihuriwska miska hromada), zu dieser zählten auch noch die 20 in der untenstehenden Tabelle aufgelistetenen Dörfer sowie die Ansiedlungen Jasna Poljana und Wassylky, bis dahin bildete sie die gleichnamige Stadtratsgemeinde Snihuriwka (Снігурівська міська рада/Snihuriwska miska rada) im Nordosten des Rajons Snihuriwka.
Am 17. Juli 2020 kam es im Zuge einer großen Rajonsreform zum Anschluss des Rajonsgebietes an den Rajon Baschtanka.
Folgende Orte sind neben dem Hauptort Snihuriwka Teil der Gemeinde:
| Name                     | Name             | Name                                |
| ukrainisch transkribiert | ukrainisch       | russisch                            |
| ------------------------ | ---------------- | ----------------------------------- |
| Afanassijiwka            | Афанасіївка      | Афанасьевка (Afanassjewka)          |
| Besimenne                | Безіменне        | Безыменное (Besymennoje)            |
| Burchaniwka              | Бурханівка       | Бурхановка (Burchanowka)            |
| Halahaniwka              | Галаганівка      | Галагановка (Galaganowka)           |
| Iwano-Kepyne             | Івано-Кепине     | Ивано-Кепино (Iwano-Kepino)         |
| Jasna Poljana            | Ясна Поляна      | Ясная Поляна (Jasnaja Poljana)      |
| Jewheniwka               | Євгенівка        | Евгеновка (Jewgenowka)              |
| Jelysawetiwka            | Єлизаветівка     | Елизаветовка (Jelisawetowka)        |
| Jurjiwka                 | Юр’ївка          | Юрьевка (Jurjewka)                  |
| Kalyniwka                | Калинівка        | Калиновка (Kalinowka)               |
| Kobsarzi                 | Кобзарці         | Кобзарцы (Kobsarzy)                 |
| Ljubymiwka               | Любимівка        | Любимовка (Ljubimowka)              |
| Nowokondakowe            | Новокондакове    | Новокондаково (Nowokondakowo)       |
| Nowopawliwske            | Новопавлівське   | Новопавловское (Nowopawlowskoje)    |
| Nowowassyliwka           | Нововасилівка    | Нововасилевка (Nowowassilewka)      |
| Pawliwka                 | Павлівка         | Павловка (Pawlowka)                 |
| Pawlo-Marjaniwka         | Павло-Мар’янівка | Павло-Марьяновка (Pawlo-Marjanowka) |
| Perschotrawnewe          | Першотравневе    | Першотравневое (Perschotrawnewoje)  |
| Tamaryne                 | Тамарине         | Тамарино (Tamarino)                 |
| Trudoljubiwka            | Трудолюбівка     | Трудолюбовка (Trudoljubowka)        |
| Wassyliwka               | Василівка        | Василевка (Wassilewka)              |
| Wassylky                 | Васильки         | Васильки (Wassilki)                 |

## Söhne und Töchter der Stadt
- Serhij Chlan (* 1972), Politiker[7][8]
- Jurij Dmitrulin (* 1975), Fußballspieler